# Teby (Grecja)
Teby (stgr. Θῆβαι, Thívai, Thebaj lub Thive) – miasto w Grecji, w administracji zdecentralizowanej Tesalia-Grecja Środkowa, w regionie Grecja Środkowa, w jednostce regionalnej Beocja. Siedziba gminy Teby. W 2011 roku liczyło 22 883 mieszkańców.
W starożytności główne miasto i centrum polityczne Beocji, w środkowej Grecji.

## W mitologii i legendach
Według mitologii greckiej założone przez Kadmosa, który wybudował tebański akropol – Kadmeę, a murem o siedmiu bramach otoczyli je Amfion i Zetos. W Tebach Semele miała urodzić Dionizosa, a Alkmena – Heraklesa. Synem Lajosa, króla Teb był Edyp. Przeciw Tebom wyruszył na czele siedmiu wodzów Adrastos, by pokonany wrócić ponownie z epigonami, synami wodzów, w celu zdobycia miasta. Wedle obliczeń Eratostenesa miało to miejsce w 1213 p.n.e.

## Historia
W Beocji, Teby, obok Orchomenos, były jednym z centrów Grecji mykeńskiej i po upadku pod koniec XIII w. p.n.e. udało się miastu odrodzić w VI w. p.n.e. Miasto było organizatorem i centrum Związku Beockiego w VI p.n.e. Od tego okresu Teby, które zaczęły odgrywać w Beocji pierwszoplanową rolę, stanęły do rywalizacji z Atenami, które odtąd staną się jednym z ich głównym przeciwników. Owa rywalizacja spowodowała, że w czasie wojen perskich Teby zostały sojusznikami Persów, co miało swój wydźwięk nawet pod Termopilami. W 431 r. p.n.e. wojsko tebańskie wtargnęło do Platej, a wynikły stąd incydent stał się przyczyną wybuchu wojny peloponeskiej. W niej w latach (431–404 p.n.e.) walczyły przeciwko Atenom po stronie Sparty. Po pokonaniu Sparty w bitwie pod Leuktrami objęły hegemonię w Grecji za Epaminondasa i Pelopidasa w IV w. p.n.e., później ich pozycja osłabła.
W 338 p.n.e. wraz z innymi miastami greckimi wystąpiły przeciw Macedonii. Okazały się głównym przegranym. Na Kadmei ulokowany został macedoński garnizon, a miastem zaczęła rządzić powiązana z macedońską Pellą oligarchia.
W 335 p.n.e. Teby próbowały odzyskać wolność. Frakcja oligarchiczna została obalona przez demokratów, ale Macedonia ostro zareagowała. Miasto zdobył Aleksander Macedoński. Za bunt zostało przykładnie ukarane. Całe miasto zostało zrównane z ziemią – oprócz świątyń oraz domu poety Pindara, cenionego przez Aleksandra. Wszyscy mieszkańcy (prócz potomków Pindara) zostali sprzedani w niewolę, skarb skonfiskował król Macedonii, a ziemię tebańską rozdzielono między jej wrogów.